# Mom at Sixteen
Mom at Sixteen es una película dramática estadounidense de 2005 dirigida por Peter Werner y protagonizada por Danielle Panabaker, Jane Krakowski y Mercedes Ruehl.

## Sinopsis
Luego de que su madre decide trasladarla junto a su hermana, a un nuevo pueblo, Jacey Jeffries deberá arreglárselas para guardar el secreto más importante de su vida: su hermano Charley es en verdad su hijo.

## Argumento
Jacey Jeffries (Danielle Panabaker) es una chica de 16 años. Su madre decide mudarse y guardar un gran secreto: Jacey ha tenido un hijo que actualmente es criado por su madre (Mercedes Ruehl), la abuela del niño. Jacey, no es feliz con su nueva vida. Cree que ella es capaz de cuidar a su hijo Charley sola. Así que decide visitar a su antiguo novio, y decirle que él es padre del bebé. Al principio, Brad, el muchacho, no puede comprenderlo y tiene un ataque de nervios, por lo cual vuelve a dejar a Jacey sola. Hasta que un día enfrenta la verdad y decide visitar al padre de su hijo, y a éste. Al verlo cree, al igual que Jacey, que ambos son capaces de cuidarlo. Sin embargo, llega a la casa la madre de la joven, y lo presiona diciendo que "abandonarían sus sueños, la universidad o la escuela, y que no están capacitados para criar a un niño". El joven habla con sus padres al respecto, los cuales le dicen que no le permitirán abandonar la escuela, y que prefieren que su hijo y Charley se hagan un análisis para comprobar si el niño es en verdad su hijo. En una escena, Jacey, habla en frente de toda la escuela con su bebé en brazos y dice que "no están aptos para criar a un niño, ellos todavía son niños. Una chica puede quedar embarazada aunque crea que se está cuidando. Aunque repruebe materias, o aunque tenga A, puede pasar en cualquier momento." Es ahí cuando invita a unas amigas de quince a dieciséis años que están embarazadas o ya tuvieron un bebé y cuentan sus difíciles historias. Cuando termina este acto, los compañeros de Jacey la aplauden. Y ella besa a su hijo. Al final, lo da en adopción a una pareja que no podía tener un hijo, ésta está conformada por su profesora de Salud y su profesor de Natación. En la última escena, está el padre adoptivo de Charley filmando con su cámara a éste, a su mujer y a su hija biológica. Y le pregunta al niño: -¿Tu hermanita de dónde salió? éste responde: -de la barriga de mamá -¿Y tú?-dice el padre -De la barriga de mi Jacey. Y allí abraza a su madre, que ya es una adulta joven, y le dice: -Te amo. A lo cual el niño responde -Yo también te amo. Allí termina la película, con una fotografía de madre e hijo abrazados.
- Datos: Q1160169